# Zhentou (köpinghuvudort i Kina, Jiangxi Sheng, lat 29,27, long 117,47)
Zhentou är en köpinghuvudort i Kina. Den ligger i provinsen Jiangxi, i den sydöstra delen av landet, omkring 170 kilometer nordost om provinshuvudstaden Nanchang. Antalet invånare är 10 411. Befolkningen består av 5 121 kvinnor och 5 290 män. Barn under 15 år utgör 21,0 %, vuxna 15-64 år 71 %, och äldre över 65 år 7,0 %.
Runt Zhentou är det ganska tätbefolkat, med 104 invånare per kvadratkilometer. Närmaste större samhälle är Xianghu, 16,1 km väster om Zhentou. I omgivningarna runt Zhentou växer i huvudsak blandskog.
Genomsnittlig årsnederbörd är 2 672 millimeter. Den regnigaste månaden är juni, med i genomsnitt 444 mm nederbörd, och den torraste är oktober, med 51 mm nederbörd.